# Erika Paulas

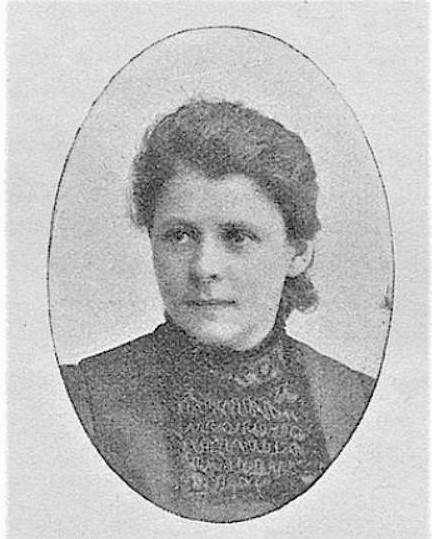
Erika Mária Irene Paulas um 1901

Erika Mária Irene Paulas, verheiratete Schuller (* 10. Januar 1875 in Zürich; † nach 1944) war eine Maurermeisterin, Baumeisterin, Architektin und Feministin.

## Leben und Werk
Sie war die Tochter des Ingenieurs Josef Ernst Paulas und seiner Ehefrau Elise (geborene Wettstein) und hatte siebenbürgisch-sächsische Wurzeln. In Zürich besuchte sie die Mädchenschule. Im Jahr 1883 siedelte die Familie ins damalige Österreich-Ungarn über, da der Vater die Stelle als städtischer Oberingenieur von Bistritz antrat. Erika Paulas besuchte die evangelische Mädchenschule von Bistritz. Sie wurde am 13. April 1889 getauft und am Tag darauf konfirmiert. Ab 1892 arbeitete sie als Zeichnerin am städtischen Bauamt Bistritz. Nach drei Berufsjahren legte sie in Klausenburg die Maurermeisterprüfung ab. Am Polytechnikum Zürich besuchte sie Vorlesungen aus dem Baubereich und arbeitete in verschiedenen Architekturbüros. Paulas setzte sich für Frauenbelange ein und gründete 1896 den Verein Frauenerwerb mit.
Für Erika Paulas und ihre Geschlechtskolleginnen war ein Architekturstudium in ihrem Land zu dieser Zeit nicht möglich. Mit abgeschlossener Maurermeisterprüfung besaß sie jedoch die Berechtigung zum Entwurf und Bau von Gebäuden, auch ohne Studienabschluss. Bis zum Jahr 1900 leitete Paulas als Selbstständige zwölf Großbauten, zum Teil waren dies öffentliche Bauten. Sie beschäftigte Ende 1898 im eigenen Büro zwei Zeichnerinnen und sechs weibliche Auszubildende. Die Baumeisterprüfung, gegen deren Durchführung ihre zukünftigen Kollegen beim zuständigen Ministerium interveniert hatten, legte sie am 17. April 1900 an der Universität Budapest ab. Béla Neÿ, der Vorsitzende des Prüfungsausschusses, gratulierte ihr dazu in einem eigenen Zeitungsartikel. Im Artikel wird berichtet, dass Paulas „in einem leicht gebrochenen, aber dennoch recht fließenden Ungarisch“ sprach und sehr gut auf die Prüfung vorbereitet war. Dem Ungarischen Ingenieur- und Architektenverein konnte Paulas erst nach der Änderung der bestehenden Statuten beitreten. Die Änderung wurde 1901 auf der Generalversammlung nach langen Diskussionen und trotz des Widerstands einiger führender Mitglieder beschlossen. Am 23. März 1902 nahm Paulas als erstes weibliches Mitglied an einer Mitgliederversammlung teil.

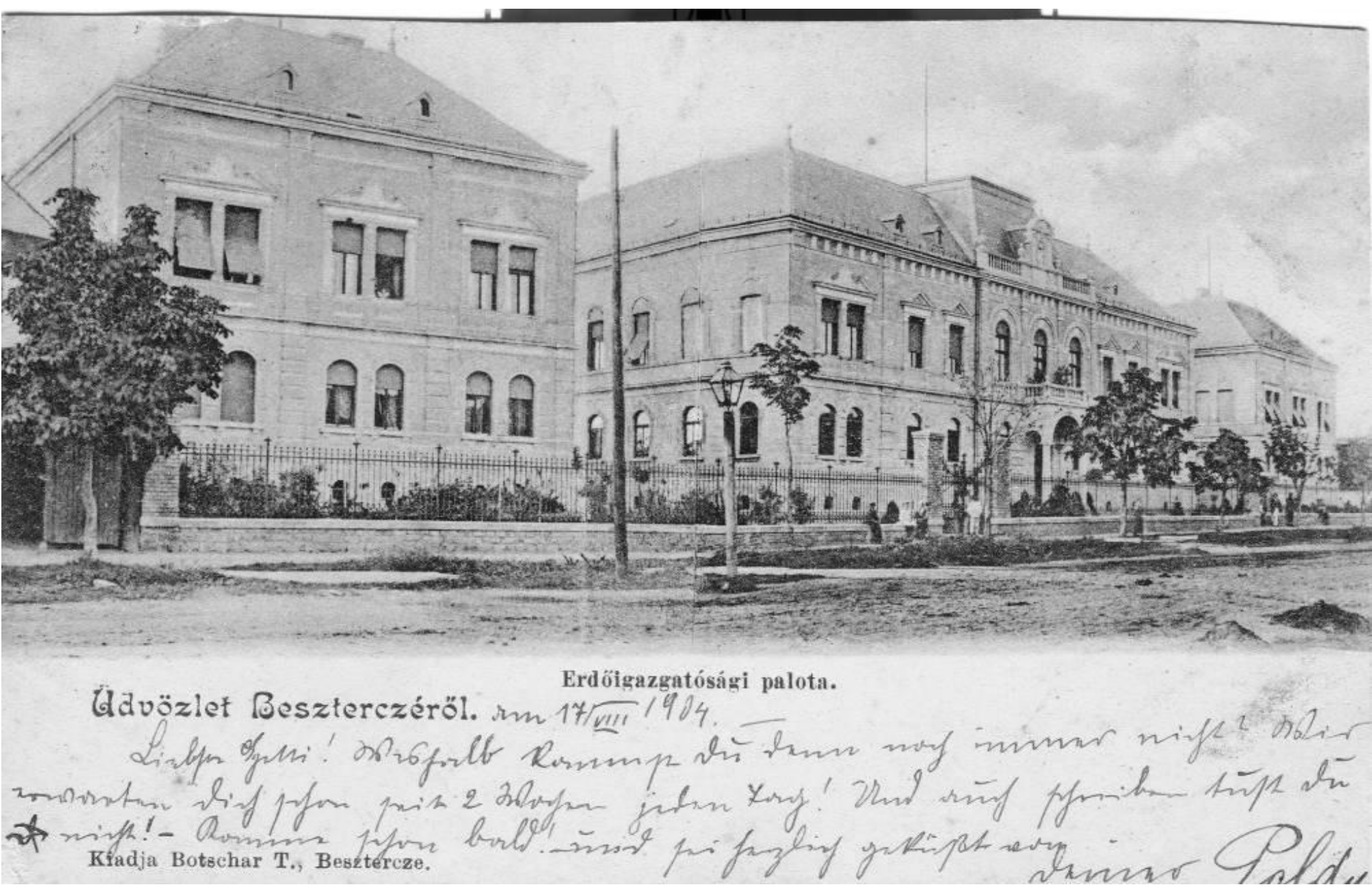
Direktionsgebäude für die Forstverwaltung in Bistritz

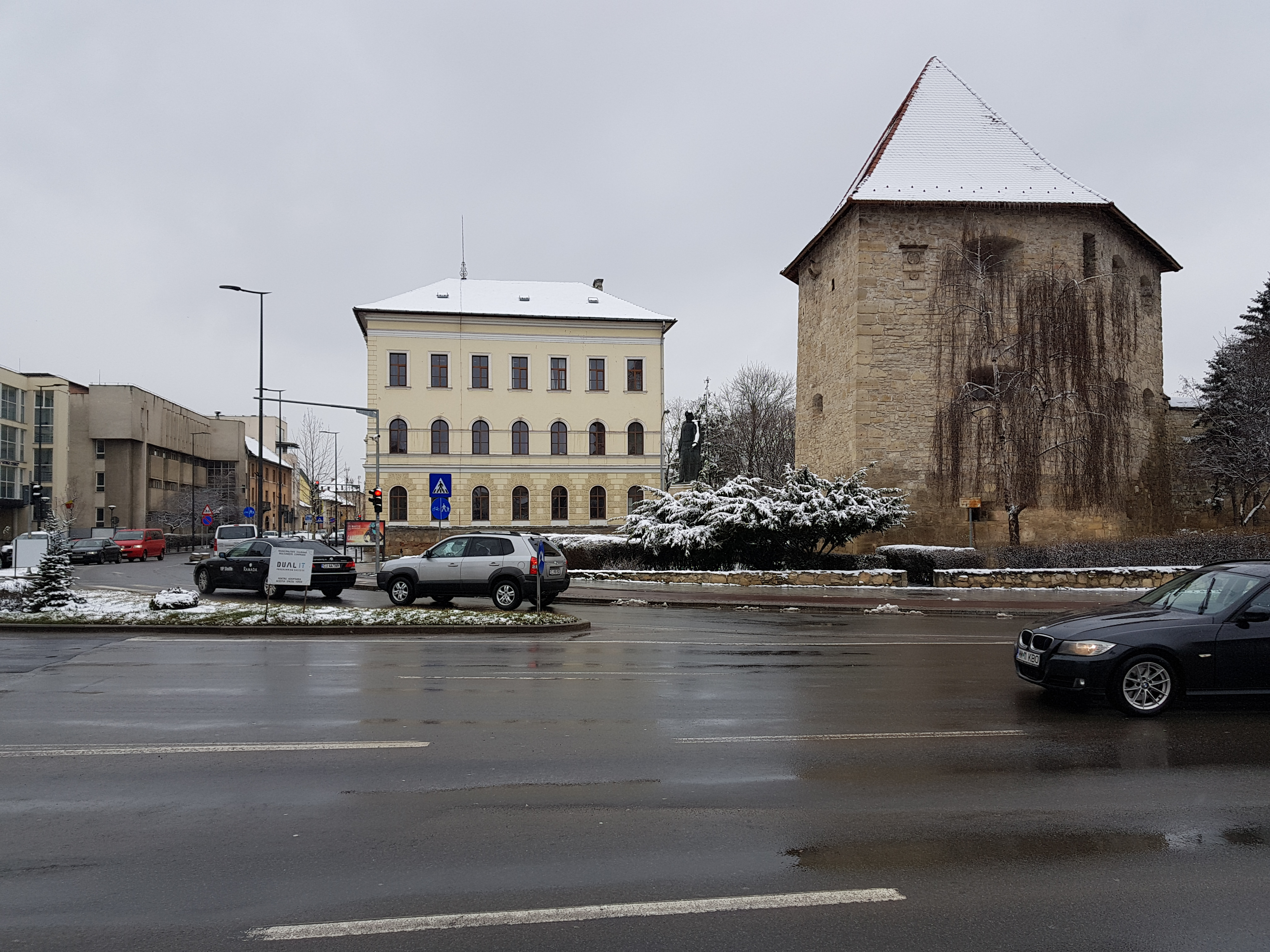
Mitte, gelbe Fassade: Seitenflügel des Colegiul Național Gheorghe Șincai

Nach einem Architekturwettbewerb realisierte sie in Bistritz das Direktionsgebäude für die Forstverwaltung. Für die Stadt Mediasch errichtete Paulas im Jahr 1901 ein neues Krankenhaus. Für das Reformierte Kolleg von Klausenburg baute sie zwischen 1901 und 1902 ein neoklassizistisches Gebäude in der Nähe der Reformierten Kirche (Biserica Reformată 1 Matia) und der ehemaligen Stadtbefestigung. Es hat einen U-förmigen Grundriss, drei Risalite mit korinthischen Pilastern, 3+6+3+6+3 Fensterachsen in der Straßenfassade, 12 Klassenzimmern, Laboratorien und einem Ausstellungsbereich und ist heute Sitz des Colegiul Național Gheorghe Șincai.
Am 29. Juni 1902 heiratete sie Rudolf Albert Schuller (* 22. Mai 1873; † nach 1944). Er war ab 1905 Abgeordneter im Wahlkreis Agnetheln, ab 1914 Abgeordneter im Wahlkreis Bistritz, Mitglied des Fünfer-Ausschusses des Deutsch-sächsischen Nationalrates und Hauptverfasser der Mediascher Anschlusserklärung vom 8. Januar 1919.
Ab 1909 war Erika Schuller die Vorsitzende des Kinderschutzvereins Hermannstadt. Sie legte auf Grund ihres Umzugs nach Bistritz den Vorsitz Ende Dezember 1914 nieder. In den Jahren 1917 bis 1919 war sie Ausschussmitglied des evangelischen Ortsfrauenvereins Bistritz. Sie regte 1930 die Gründung eines Bundes der Kinderlosen an. Die Mitglieder dieses Vereins sollte sich verpflichten, ihr Vermögen oder Teile davon an die evangelische Landeskirche zu spenden. Mit einem Teil dieses Geldes sollten kinderreiche Familien unterstützt werden.
Im Jahr 1944 bei der Evakuierung Nordsiebenbürgens verließen Erika und Rudolf Schuller die Stadt Bistritz nicht, wurden enteignet und verloren ihre Pensionsansprüche.

## Rezeption
Ungarns erste Architektin erzeugte ein nationales und internationales Medienecho. Fälschlicherweise wurde sie auch als erste Baumeisterin Europas bezeichnet. Insgesamt schwankt die Medienberichterstattung zwischen Erstaunen, Würdigung und beißender Ironie.

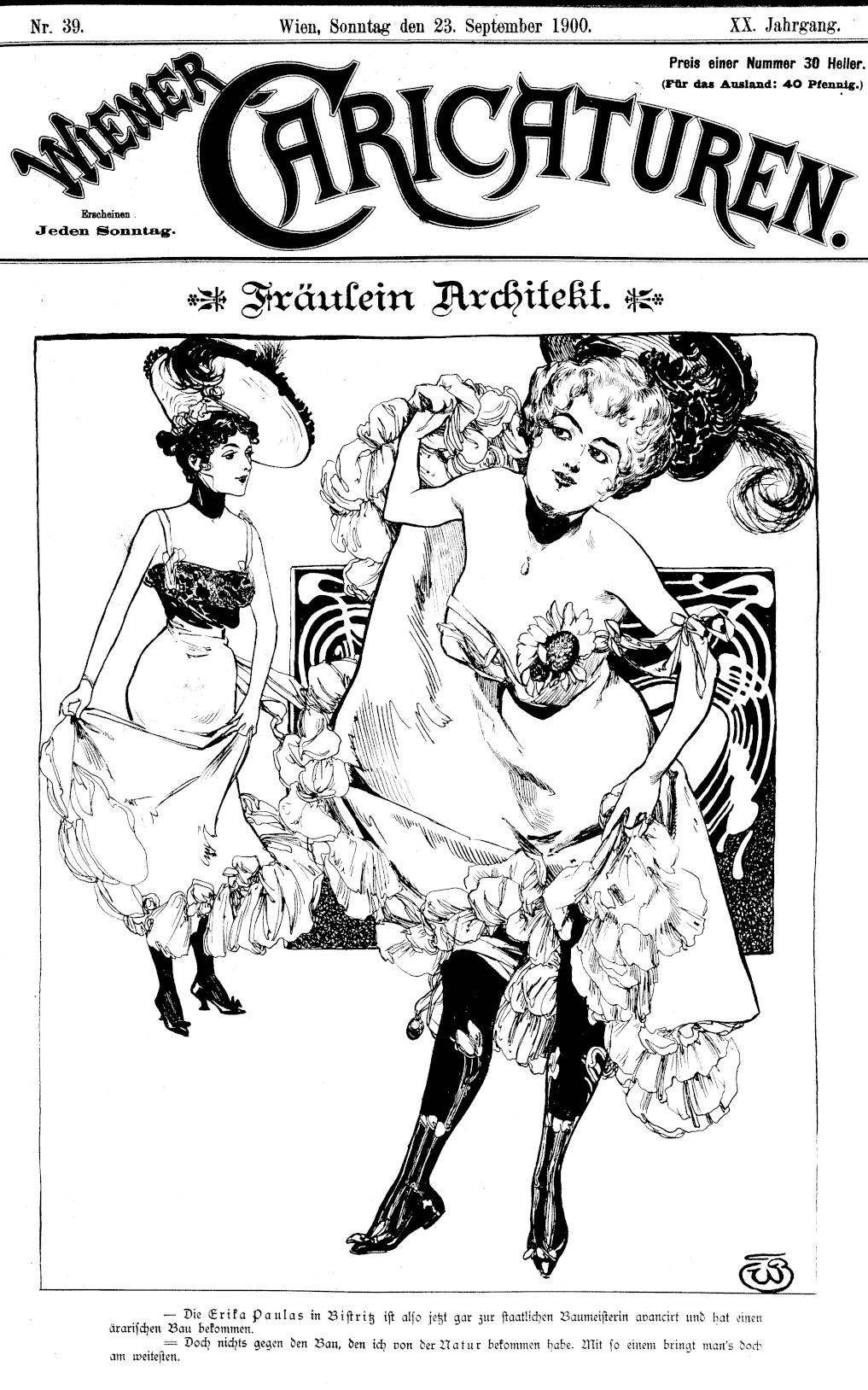
Wiener Caricaturen, 23. September 1900

Die Wiener Caricaturen nehmen die Berichterstattung über die Architektin Paulas am 23. September 1900 zum Anlass für ein Titelblatt mit der Überschrift „Fräulein Architekt“. Darauf führen zwei leicht bekleidete junge Frauen folgenden Dialog:

„Die Erika Paulas in Bistritz ist also jetzt gar zur staatlichen Baumeisterin avancirt und hat einen ärarischen Bau bekommen.
Doch nichts gegen den Bau, den ich von der Natur bekommen habe. Mit so einem bringt man’s doch am weitesten.“

Der Lübecker Volksbote bezeichnet sie in der Berichterstattung als „junges Mädchen“, das ein Krankenhaus bauen soll. Sie wird als „schwach und kränklich“ beschrieben, dennoch habe sie Prachtbauten ausgeführt. Auch in den USA registrierte man den Auftrag der damals 25-Jährigen zum Bau des Krankenhauses in Mediasch.
Im Herbst 2022 startete das Ungarische Architekturmuseum und Dokumentationszentrum für historische Denkmäler ein Forschungsprogramm mit dem Titel Ungarische Architektinnen. Es mündet im Herbst 2024 in eine Ausstellung in der Walter-Rózsi-Villa, in der auch das Werk von Erika Paulas gezeigt wird. Vorbild ist die Ausstellung „Frau Architekt“ 2017 im Deutschen Architekturmuseum in Frankfurt, der ähnliche Forschungsprogramme und Ausstellungen in vielen europäischen Ländern folgten.